# 本多義弘
本多 義弘（ほんだ みちひろ、1942年10月13日-  ）は、日本の経営者。日立金属社長、会長を務めた。岡山県出身。

## 来歴・人物
1965年に静岡大学工学部工業化学科を卒業し、同年に日立金属に入社した。1995年6月に取締役に就任し、1999年6月に常務に就任し、2003年6月には社長に昇格した。2006年6月から2010年4月までに会長を務めた。